# Johan Skogsfeldt
Johan Skogsfeldt, är same och samisk politiker.

## Biografi
Johan Skogsfeldt, bosatt i Purnu. Han arbetar som entreprenör och renskötare. Skogsfeldt blev 2013 ledamot i Sametinget för Vuovdega.